# L'Ennemi intérieur (roman)
Pour l’article homonyme, voir L'Ennemi intérieur.
L'Ennemi intérieur (titre original : The Enemy Within) est un roman de science-fiction écrit par L. Ron Hubbard.
Il s'agit du troisième tome du cycle de science-fiction intitulé Mission Terre, qui comprend les parties 20 à 28 de la suite romanesque, sur un total de 92 parties.

## Publications
Le roman a été publié aux États-Unis en mai 1986.
Il a été publié en France en 1988 aux éditions Presses de la Cité en grand format, puis en 1991 aux éditions Presses Pocket en format livre de poche.

## Thème de la série
Sur la planète Voltar, le chef des services secrets, le sinistre et mégalomane Lombar Hisst, a décidé d'envoyer sur la planète Blito P-3 (la Terre) un agent secret sans états d'âmes, Soltan Gris, chargé de le ravitailler en drogue, qu'il revend secrètement sur Voltar. Il charge aussi Soltan Gris de neutraliser Jettero Heller, un ingénieur de combat de la Flotte envoyé sur la Terre pour aider les humains à cesser de dégrader leur planète en la polluant et en la surexploitant. En effet, pour garantir l'approvisionnement régulier en drogue, il ne faut surtout pas que le gouvernement voltarien apprenne que les humains détruisent si rapidement leur planète qu'une intervention militaire s'avère nécessaire.
Arrivé sur Terre, Soltan Gris, être cupide et sans scrupules, va complètement et involontairement rater sa mission…
Les romans de la série ne sont pas dénués d'un certain humour sarcastique, lié en particulier au fait que le « méchant », Soltan Gris, qui est le narrateur du récit :
- d'une part ne s'aperçoit pas de l'idiotie ou de la non pertinence de ses propos, en commentant de manière totalement erronée le comportement de ses ennemis ou le sien,
- d'autre part est persuadé d'avoir un comportement professionnel excellent alors que le lecteur s'aperçoit que ses projets sont voués à l'échec.

Le narrateur du roman est Soltan Gris. 

## Titre du roman
« L'Ennemi intérieur » qui donne son nom au titre de l'ouvrage peut revêtir quatre caractéristiques : 
- l'Ennemi intérieur sont les deux puces électroniques que l'officier Soltan Gris a fait implanter dans le crâne de Jettero Heller et qui lui servent de mouchards pour espionner l'intégralité de ses faits et gestes grâce à l'interception en temps réel de ce que Heller voit et entend ;
- les puces que Soltan Gris se fait intégrer dans son crâne pour échapper aux effets d'une éventuelle sonde à l'hypnocasque ;
- l'Ennemi intérieur peut être l'assassin-espion que Lombar Hisst, supérieur de Soltan Gris, a envoyé sur Terre pour surveiller Gris et l'exécuter si ce dernier accomplit mal sa mission ;
- enfin cet ennemi intérieur pourrait être Madison, le « public relation » que l'avocat Trapp a chargé de faire de la publicité pour Jettero Heller.

## Personnages

### Personnages récurrents de la série
- Personnages apparaissant dans le roman
  - Soltan Gris : officier de l’Appareil de Coordination de l'Information (le « méchant ») ; narrateur du récit.
  - Jettero Heller (alias « Jerome Terrance Wister ») : ingénieur de combat de la Flotte spatiale (le « gentil »), compagnon de la comtesse Krak.

- Personnages cités mais n'apparaissant pas dans le roman
  - Lombar Hisst : directeur général de l'Appareil de Coordination de l'Information (le « méchant-en-chef »).
  - Comtesse Krak (Lissus Moam) : enseignante et dresseuse de léprodontes [1], compagne de Jettero Heller ; condamnée pour meurtre, elle est la sœur du comte Krak.

### Autres personnages importants dans le volume
Voltariens
- Faht : commandant voltarien de la base turque.
- Dr Prahd Bittlestiffender : jeune médecin-cytologiste, recruté par Soltan Gris.

Humains
- Utanc : jeune femme turque dont Soltan Gris est tombé amoureux.
- Izzy Epstein : principal collaborateur de Jettero Heller sur Terre.
- Delbert John Rockecenter : milliardaire mégalomane.
- Trapp : avocat de Rockecenter.
- J. Walter Madison : le pire publicitaire que Trapp connaisse.

### Les mafieux
- Babe Corleone : chef d'une famille mafieuse.
- Faustino Narcotici : chef d'une famille mafieuse ennemie des Corleone.
- « Bang-Bang » Rimbombo : homme de main de Babe Corleone.
- Vantagio Meretrici : directeur du Gracious Palms (famille Corleone).

### Personnages secondaires
- Raht et Terb : agents voltariens chargés de suivre Heller.
- Stabb : capitaine du vaisseau spatial Remorqueur 1 / Prince Caulcalsia.

## Résumé du roman

### Activités d'Heller; soucis de Gris
Parties 20 à 23.
Heller continue de suivre ses cours à l’université et à résider au Gracious Palm. Il apprend que Miss Simmons va être internée en hôpital psychiatrique quelques semaines, mais qu'elle reprendra bientôt ses cours. Heller prend en location un grand garage dans un endroit très isolé du Connecticut et parvient à soudoyer la police locale afin que les policiers détournent le regard de ses futures activités occultes. Depuis l'Empire State Building, Izzy Epstein met en place la structure juridique de son futur système financier. Heller demande à Soltan Gris de lui amener, par le vaisseau Remorqueur 1, divers matériaux et instruments, ainsi que le contenu de la Caisse n°5. Pour que Gris le retrouve, Heller va mettre en activité une balise permettant au vaisseau spatial de le retrouver facilement.
Pendant ce temps, à Afyon, Soltan Gris voir arriver la jeune femme qu'il a achetée : Utanc. Il en tombe rapidement amoureux, mais le moins que l'on puisse dire est que la jeune fille ne partage pas son ardeur. Elle rit, chante, tournoie, le titille, le « chauffe », mais elle ne se dévêt jamais et refuse ses avances. Soltan n'a aucune relation sexuelle avec elle. Tout ceci l'énerve prodigieusement.
Soltan reçoit l'appel téléphonique de Heller et comprend le message que ce dernier lui transmet. Il ordonne donc le départ du Remorqueur 1 en direction du Connecticut. La livraison des objets demandés par Heller a lieu, à l'exception de la Caisse n°5, restée sur Voltar sur ordre de Soltan Gris, qui avait appris l'intérêt de Heller pour cette cargaison. Par ailleurs Heller demande à Soltan de lui envoyer, de Voltar, un cytologiste-biologiste spécialiste des spores.
Raht et Terb, les deux agents chargés de suivre Jettero Heller, déclarent à Soltan Gris que Heller est mort, noyé dans la mer. Soltan, qui sait que les deux nigauds ont suivi la balise installée sur la veste portée par un clochard, leur ordonne de revenir à New York.
Sur ces entrefaites, le vaisseau ravitailleur Blixo, parti de Voltar six semaines auparavant, arrive sur Terre. À son bord se trouve Twolah et Oh-Chéri, les deux homosexuels, ainsi que le Dr Prahd Bittlestiffender. Celui-ci doit endosser le rôle de directeur de l’hôpital que Gris va faire construire à Afyon. Cet hôpital va servir de « couverture » pour un autre projet : des truands venus du monde entier viendront subir des opérations de chirurgie esthétique. Les factures seront élevées (cent mille dollars par personne) et permettront à la base extraterrestre d'augmenter ses ressources financières, tout en créant et entretenant un réseau de connivences avec des bandits. 
Soltan Gris constate que l'or qu'il a acheté à bas prix sur Voltar est bien là et qu'il lui permettra d'être riche sur Terre.
Mais Gris apprend deux nouvelles qui le terrifient. La première est révélée par Prahd Bittlestiffender : Gris, quand il avait eu une relation sexuelle avec la veuve Tayl sur Voltar (cf. Le Plan des envahisseurs), avait répandu son sperme dans le vagin de la dame. Prahd l'avait recueilli et en a profité pour la féconder. À sa grande fureur, Soltan se retrouve donc père d'un futur enfant !
La seconde nouvelle est que, sur Voltar, son adjoint Bawcht aurait fait savoir qu'il détenait la preuve que Soltan avait fraudé et encourait la peine de mort. Soltan suppose que Bawtch a appris qu'il avait confectionné deux faux ordres de mission pour faire croire à la comtesse Krak que son mariage avec Heller aurait lieu dès la fin de la mission de l’ingénieur de combat. Soltan se dit qu'il serait pertinent de faire venir la comtesse Krak sur Terre afin qu'il lui vole, ou qu'elle lui remette, ces faux ordres de mission. Par ailleurs, concernant la demande d'Heller au sujet d'un cytologiste-biologiste, Soltan Gris demande qu'au prochain voyage du Blixo, l'Appareil fasse venir la comtesse Krak et le sinistre docteur Crobe.

### Utanc, New-York, Madison
Parties 24 à 29.
En Turquie, Soltan Gris découvre peu à peu qu'Utanc aime beaucoup l'argent. Sur ce sujet, elle fait « tourner en bourrique » Soltan Gris. Ce dernier ordonne leur départ pour New York afin de contrer Jettero Heller sur son terrain. Une fois arrivé à New-York, Soltan Gris désactive le Relais 831 qui lui permettait d'espionner Heller depuis la Turquie.
Soltan Gris se présente au quartier général de Delbert J. Rockecenter. Il explique que Jerome Terrance Wister va bientôt annoncer l'existence d'un nouveau carburant, bon marché et non polluant, et que cela va ruiner l'empire financier et industriel de Rockecenter. Soltan Gris devient « Espion de la famille Rockecenter ». Rockecenter et Trapp décident que seul J. Madison, un expert en relations publiques, sera en mesure de contrecarrer « Wister ». On se met donc à la recherche de Madison qui a disparu. Finalement il est retrouvé et on lui confie la mission de procéder à un travail de « public relations » à l'égard de Wister. Madison promet qu'il sera à la hauteur de sa mission et qu'il rendra Wister « immortel ».
Madison lance sa première campagne concernant Wister : il embauche un sosie de Wister (appelé « Super Wister ») et lui fait prononcer des déclarations fracassantes et stupides. Il commence à faire la une des journaux avec sa campagne de presse.
Pendant ce temps Jettero Heller prépare son intervention : il souhaite prouver au public d'une course d'endurance à Spreeport qu'un véhicule peut, avec un nouveau carburateur et un nouveau carburant, émettre quasiment aucun dioxyde de carbone. Il procède à divers essais et utilise à cet effet un « convertisseur » voltarien qui peut virtuellement produire du carburant à partir de n'importe quel matériau. Il ignore que le convertisseur a été saboté sur ordre de Lombar Hisst sur Voltar et qu'il doit se cacher au bout de quelques heures d'utilisation.
Pour se débarrasser de Gunsalmo Silva, le tueur mafieux capturé, envoyé sur Voltar, hypnotisé aux techniques de combat voltariennes, pris comme garde du corps par Utanc, Soltan Gris l'engage pour tuer le directeur de la CIA. Il espère que, ce faisant, Gunsalmo Silva sera tué par les gardes du corps de ce dernier.
Pour empêcher Heller de réaliser son plan, Soltan Gris embauche deux tueurs de la Mafia afin de blesser grièvement l'ingénieur de combat.

## Prologues

### Extrait de la «Mise en garde du censeur voltarien»
Le roman est précédé par une « Mise en garde du Censeur voltarien », dénommé Lord Invay. La première phrase de ce prologue et les deux dernières phrases sont les suivantes :

« La Couronne se refuse à accepter la moindre responsabilité dans les effets que ce récit hautement fictif pourrait produire sur quiconque aurait la naïveté de croire que la planète « Terre » existe ou que les actes ridicules qui sont rapportés puissent avoir le moindre rapport avec la réalité.(…) Par conséquent, celui qui se hasarde dans la lecture de ce récit illusoire le fait à ses risques et périls. La prétendue planète « Terre » n'existe pas et nul ne peut fournir la moindre preuve du contraire. »

### Extrait de la «préface du traducteur voltarien»
Le roman comprend une « préface du traducteur voltarien », un robot prénommé 54-Charli neuf. Le robot-traducteur explique notamment quelles furent les difficultés de sa tâche.

« (…) Comment j'ai traduit cette histoire concernant un monde inexistant où l'on parle des langues inexistantes ? Eh bien, ça n'a pas été une partie de plaisir. (…) »